# Woodsia burgessiana
Woodsia burgessiana är en hällebräkenväxtart som beskrevs av Gerr. Woodsia burgessiana ingår i släktet Woodsia och familjen Woodsiaceae. Inga underarter finns listade.